# Agama mwanzae
Die Stahlblaue Felsenagame (Agama mwanzae)  ist eine afrikanische Agamenart. Ihr kleines Verbreitungsgebiet umfasst den Nordwesten Tansanias, den Masai Mara-Nationalpark in Kenia und den äußersten Osten Ruandas. Es liegt inselartig im Verbreitungsgebiet der ähnlichen Siedleragame (Agama agama).

## Merkmale

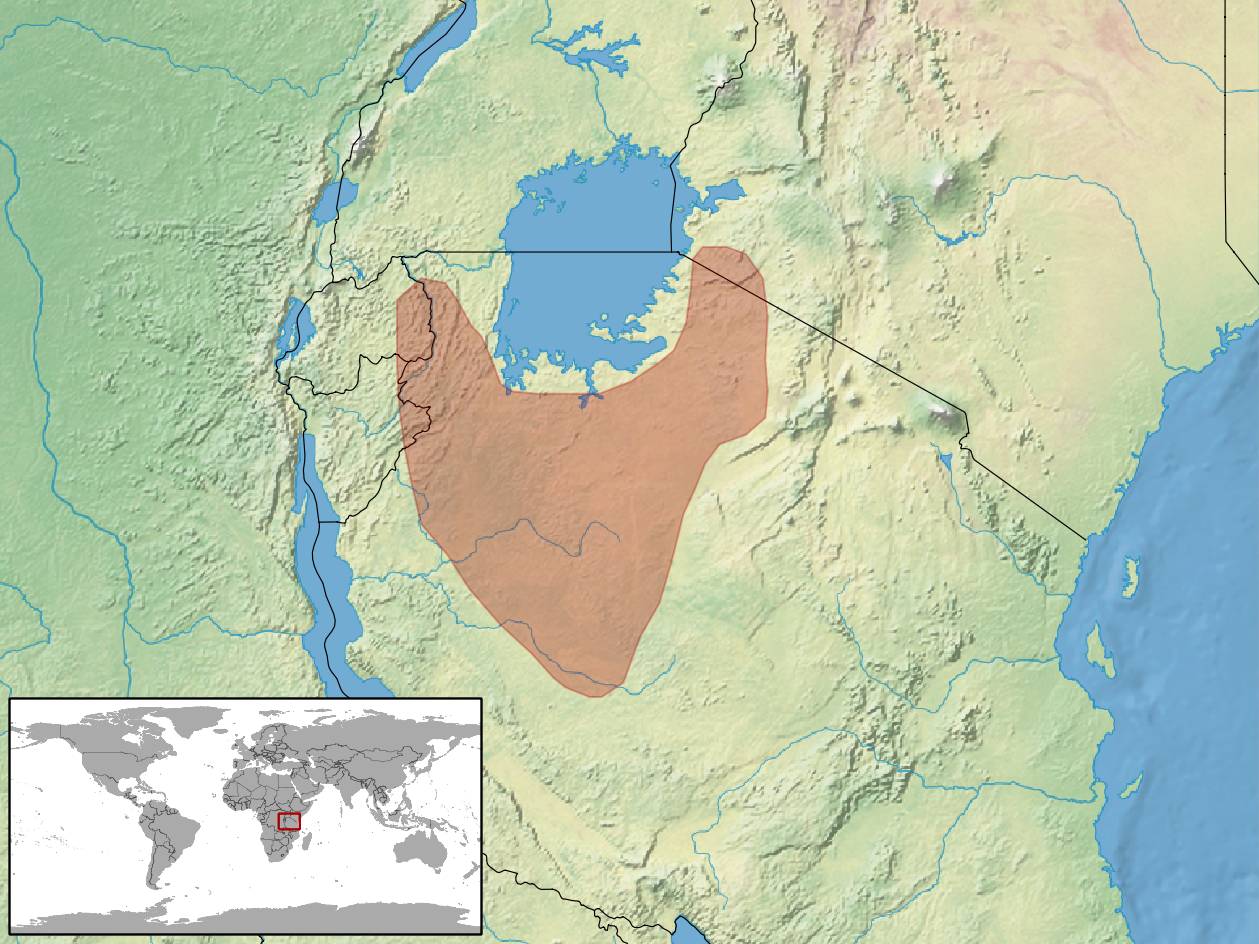
Verbreitungsgebiet

Agama mwanzae wird maximal 32 Zentimeter lang. Bei dominanten Männchen sind Kopf, Kehle und Rücken rötlich, der Rest des Körpers ist bläulich. Untergeordnete Männchen sind grau gesprenkelt mit einer blauen Linie auf dem Rücken entlang der Wirbelsäule, Weibchen und Jungtiere sind bräunlich mit unregelmäßigen dunklen Streifen.

## Lebensweise
Die Echsen sind tagaktive, scheue und sich schnell bewegende Tiere. Sie leben in der Savanne auf den Kopjes genannten großen Felskuppen und sind revierbildend. Sie ernähren sich von verschiedenen Gliederfüßern, insbesondere Ameisen, und nehmen auch pflanzliche Nahrung zu sich. Ihre Eier legen sie in Felsspalten und Höhlen.